# Maillen
Maillen [majɛ̃] (en wallon Môyin) est une section de la commune belge d'Assesse située en Région wallonne dans la province de Namur.
C'était une commune à part entière avant la fusion des communes de 1977.
Les habitants d'Ivoy sont appelés les Ivoyen(ne)s.

## Évolution démographique
- Source: DGS, 1831 à 1970=recensements population, 1976= habitants au 31 décembre

## Patrimoine et culture

### Lieux et monuments

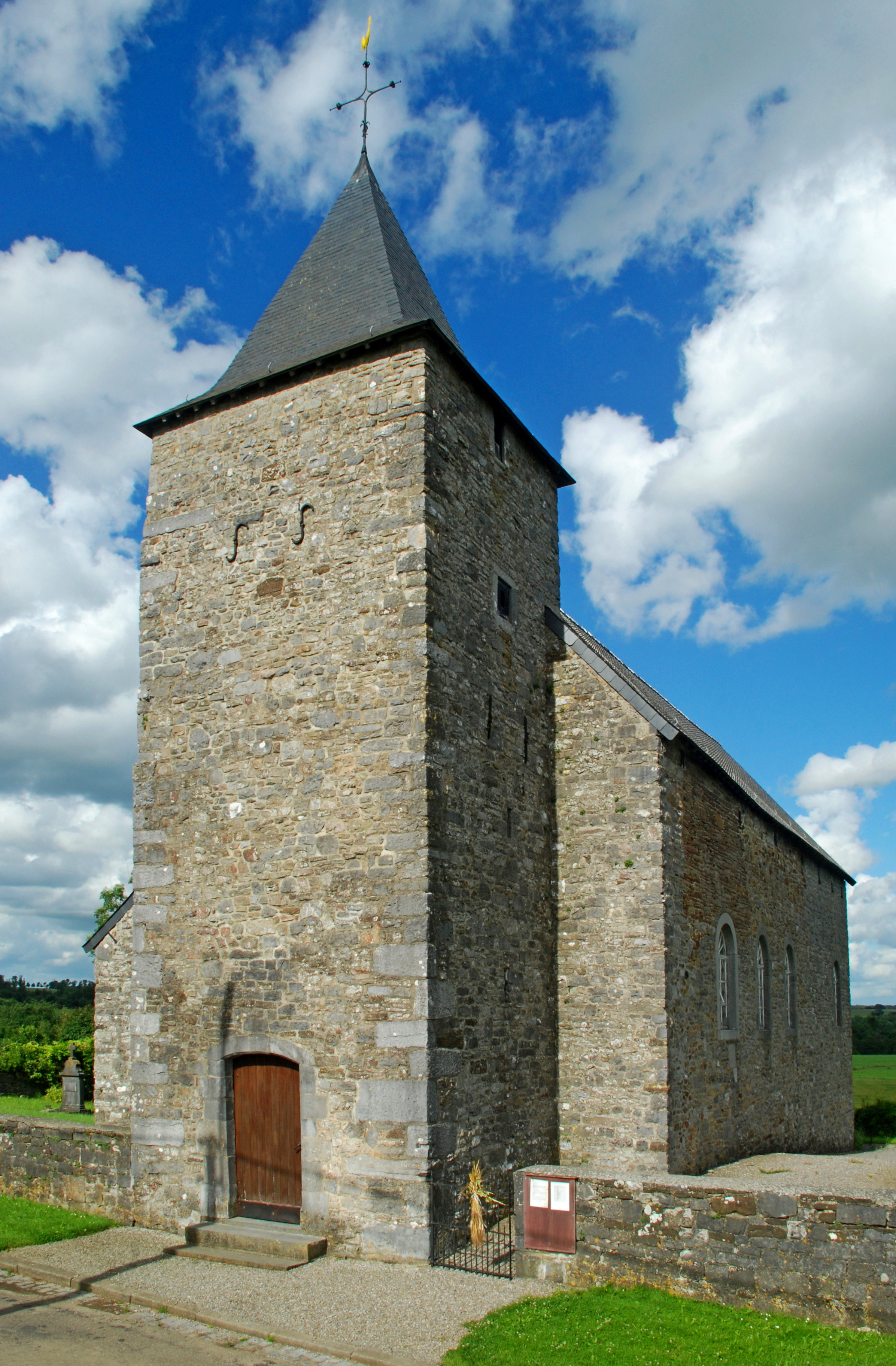
Église Saint-Martin d'Ivoy.

- Le hameau d'Ivoy possède une église en partie romane et en partie classique : l'église Saint-Martin d'Ivoy, classée monument historique.
- Le trou d'Haquin est une cavité souterraine naturelle remarquable qui s'ouvre sur le territoire de la commune d'Assesse, dans la section de Maillen[2].
- Eglise Sainte-Lucie. Construite par l'architecte Durlet en style néo-gothique entre de 1872 et 1874[3].
- Ferme de la Pallande; rue de Crupet. Citée au début du XVIIe siècle comme propriété de la famille de Pallande[4].
- Chapelle de la Vierge, rue de Lustin. Datant du début du XVIIIe siècle[5].
- Château et ferme d'Arche. Datant du début du XVIIe siècle[6].
- Château et ferme de Ronchinne, ancien fief de Poilvache[7].
- Ferme de Coux, rue du Mont. Cense engagée à Paul de Berlo en 1626, époux de Marie de la Fontaine, vendue en 1637 aux Godin, passée en 1740 aux Moniot qui la conservèrent jusqu'à la fin de l'Ancien Régime[8].
- Ferme d'Yvoy, rue d'Yvoy. Ancien fief de Poilvache, relevé en 1658 par J. I. Muller, seigneur de Courrière[9].

## Honneurs
L'astéroïde (3274) Maillen porte son nom.